# 厚敦菊屬
厚敦菊屬（學名：Othonna），是菊科下的一個屬。主要原生地在非洲西南部。莖部變成肥厚塊狀莖的塊狀莖植物類較受人歡迎。從秋季至冬季，長長的花柄前會開花。有很多在夏季時，葉片會掉光進入休眠期。然而，常見的黃花新月(Othonna capensis)就沒有塊狀莖，夏季也不會掉葉子。